# Lahn (Stadt)
Lahn war eine kurzlebige kreisfreie Stadt in Hessen, die von 1977 bis 1979 (31 Monate lang) Bestand hatte. Wichtigste Teilgemeinden der Großgemeinde waren die Städte Gießen und Wetzlar. Zur Unterscheidung vom namensgebenden Fluss, der Lahn, wurde sie auch als Stadt Lahn bezeichnet. Die Stadt Lahn hatte am 1. Januar 1977 153.678 Einwohner auf 225,57 km². Flächenmäßig lag sie damit in der Größe zwischen den Städten Wiesbaden und Frankfurt am Main, hatte aber deutlich weniger Einwohner als diese beiden. Verglichen mit dem Main-Taunus-Kreis hatte dieser mit 222,52 km² fast die gleiche Fläche, war aber mit über 200.000 Einwohnern deutlich dichter besiedelt als die Stadt Lahn.

## Entstehung und Auflösung

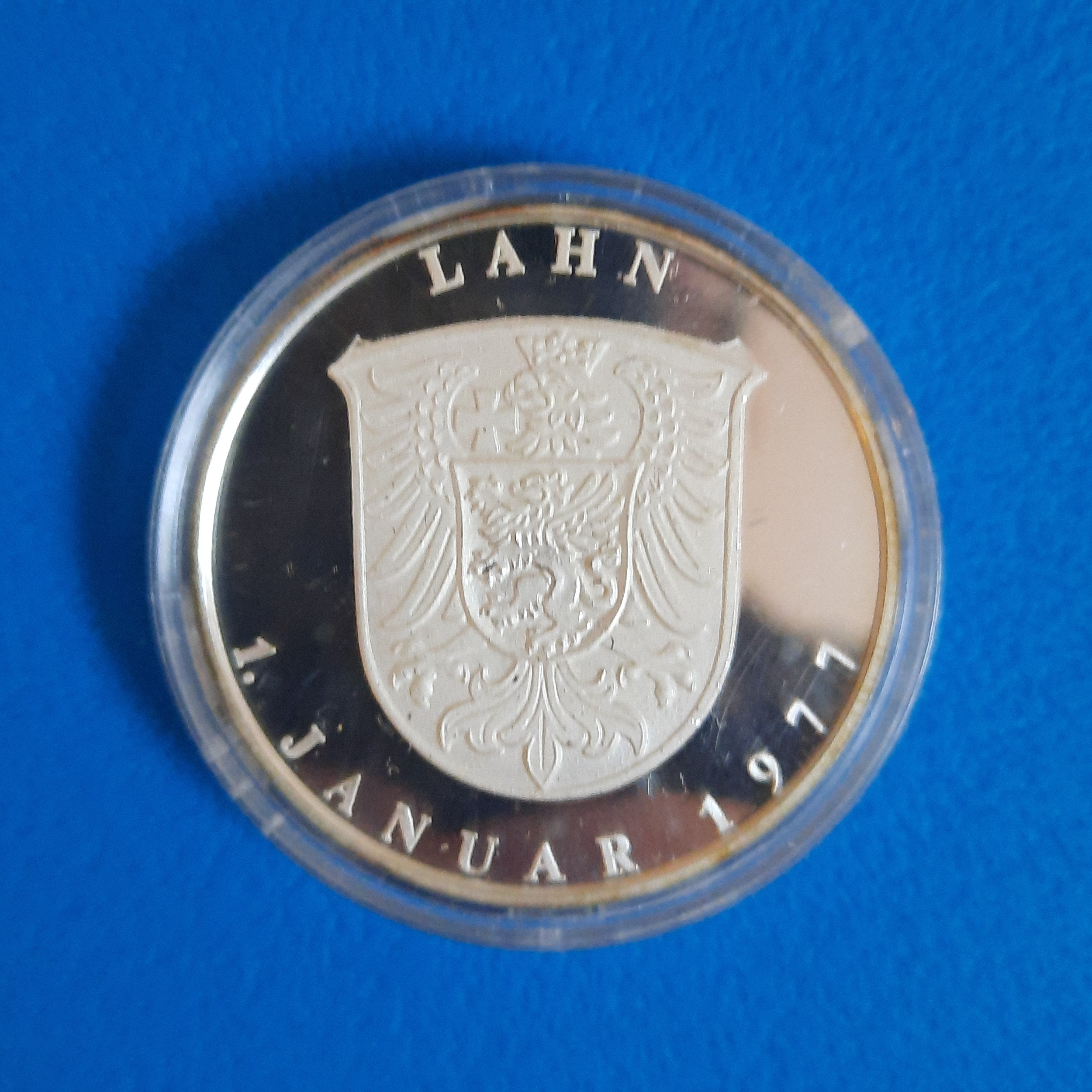
Gedenkmedaille zur Gründung der Stadt Lahn 1. Januar 1977

Seit dem 22. Mai 1974, dem Tag nach der Verkündung des „Gesetzes zur Neugliederung des Dillkreises, der Landkreise Gießen und Wetzlar und der Stadt Gießen“ im Gesetzblatt, stand es fest: aus den Städten Gießen und Wetzlar sowie 14 Umlandgemeinden sollte am 1. Januar 1977 im Zuge der Gebietsreform in Hessen die Stadt Lahn als kreisfreie Stadt gebildet werden. Die  an dem Zusammenschluss beteiligten Gemeinden bildeten kraft Gesetzes für die Übergangszeit bis dahin einen Zweckverband namens Gründungsverband Stadt Lahn, der alle Vorbereitungen treffen sollte, die für einen reibungslosen Vollzug des Zusammenschlusses und das Funktionieren der Verwaltung der neuen kreisfreien Stadt erforderlich sein würden. Sie hatte rund 156.000 Einwohner und war gleichzeitig Verwaltungssitz des damals durch Vereinigung des Dillkreises mit den Landkreisen Gießen und Wetzlar neu gegründeten Lahn-Dill-Kreises. Nach Bürgerprotesten löste man die Stadt mit Wirkung vom 1. August 1979 wieder auf. Bleibendes Resultat war für Gießen der Verlust der einstigen Kreisfreiheit. Dafür erlangten zugleich mit der Auflösung der Stadt Lahn die kreisangehörigen Städte mit mehr als 50.000 Einwohnern, also auch Gießen und Wetzlar, den Rang von Sonderstatusstädten mit zusätzlichen Kompetenzen und dem Privileg, dass die beiden Personen an der Verwaltungsspitze die Amtsbezeichnung Oberbürgermeister und Bürgermeister erhalten.

## Fusionsgemeinden
Die Fusionsgemeinden der neuen Stadt Lahn waren:
- Gießen, kreisfreie Stadt
- aus dem Landkreis Gießen
  - Heuchelheim
- aus dem Landkreis Wetzlar
  - Atzbach
  - Dutenhofen
  - Garbenheim
  - Hermannstein
  - Krofdorf-Gleiberg
  - Launsbach
  - Lützellinden
  - Münchholzhausen
  - Nauborn
  - Naunheim
  - Steindorf
  - Waldgirmes
  - Wetzlar, Stadt
  - Wißmar

## Gliederung
Bei der inneren Gliederung des Stadtgebietes war man von den Regelungen der Hessischen Gemeindeordnung (HGO) abgewichen. Stattdessen teilte man in Anlehnung an die nordrhein-westfälische Kommunalverfassung das Gebiet in Stadtbezirke ein.
Lahn besaß 23 Stadtteile in sechs Stadtbezirken:
- Stadtbezirk Gießen (73.600 Einwohner)
  - Gießen
  - Klein-Linden
  - Rödgen
  - Wieseck
- Stadtbezirk Wetzlar (49.600 Einwohner)
  - Wetzlar
  - Blasbach
  - Garbenheim
  - Hermannstein
  - Nauborn
  - Naunheim
  - Steindorf
- Stadtbezirk Wettenberg (10.400 Einwohner)
  - Krofdorf-Gleiberg
  - Launsbach
  - Wißmar
- Stadtbezirk Lahntal (7.800 Einwohner)
  - Atzbach
  - Dorlar
  - Waldgirmes
- Stadtbezirk Dutenhofen (8.100 Einwohner)
  - Allendorf
  - Dutenhofen
  - Lützellinden
  - Münchholzhausen
- Stadtbezirk Heuchelheim (7.100 Einwohner)
  - Heuchelheim
  - Kinzenbach

## Widerstand und Auflösung
Hessens damaliger Ministerpräsident, der Gießener Albert Osswald (SPD), bezeichnete die neue Großstadt zunächst noch als „Jahrhundertwerk“: Sie sollte die mittelhessische Region gegenüber den beiden Zentren Frankfurt (Rhein-Main-Gebiet) und Kassel (Nordhessen) stärken. Doch wegen des heftigen Widerstands der Bevölkerung gegen den Zusammenschluss wurde die Stadt Lahn zum 31. Juli 1979 wieder aufgelöst. Seither gibt es hier die wieder entstandenen Städte Gießen und Wetzlar sowie die drei Gemeinden Heuchelheim, Lahnau und Wettenberg. Der Lahn-Dill-Kreis blieb erhalten (Kreisstadt wurde Wetzlar), verlor aber das Gebiet des Landkreises Gießen, der wieder errichtet wurde. Das ehemals kreisfreie Gießen wurde Kreisstadt dieses Landkreises. Die Stadt-Lahn-Stadtteile Blasbach, Dutenhofen, Garbenheim, Hermannstein, Münchholzhausen, Nauborn, Naunheim, Steindorf und Wetzlar wurden Stadtteile der Stadt Wetzlar.
Nicht nur die Abneigung der Bevölkerung vor allem im Stadtteil Wetzlar gegen die Stadt Lahn war ein Grund für die kurze Lebensdauer der künstlichen Großstadt. Im Gegensatz zu vielen anderen vereinten Städten bestand keine eindeutige zentrale Funktionsorientierung. Lahn hatte zwei Stadtkerne, die nebeneinander existierten und konkurrierten. Lahn-Gießen war Verwaltungs-, Universitäts- und Einkaufstadtteil, während Lahn-Wetzlar industrielles Zentrum (im Bereich nördlich des Flusses Lahn) und Einkaufszentrum war. Die Altstadt – südlich der Lahn – hat damals wie heute touristische Bedeutung. Die beiden Kerne lagen etwa 15 Kilometer auseinander, dazwischen (heutige Gemeinden Heuchelheim und Lahnau) sind eher dünn besiedelte Bereiche mit dörflich geprägten Ortsteilen zu finden. Dies machte eine Vernetzung und Differenzierung der Funktionen sehr schwierig.
Die Einwohner Wetzlars befürchteten, vom größeren Gießen strukturell erdrückt zu werden und zu einem Industrievorort von Gießen zu verkommen. Schon die Postanschrift bestärkte dieses Gefühl: Die Stadt Lahn erhielt die bisherige Gießener Postleitzahl 6300. Briefe nach Gießen wurden mit „6300 Lahn 1“ adressiert, Briefe nach Wetzlar mit „6300 Lahn 2“. In der Bevölkerung wurde geargwöhnt, dass die Stadtteile zwischen Gießen und Wetzlar durch eine starke Ausweitung der Bauflächen ihres Charakters beraubt werden könnten und die Verkehrsbelastung zwischen beiden Städten steigen würde. Die Befürworter dagegen argumentierten mit einer schlankeren Verwaltung und höheren Einkommensteuereinnahmen.
Auch der Stadtname „Lahn“ wurde als unglücklich empfunden: Zunächst war die Kombination „Gießen-Wetzlar“ geplant gewesen, später fiel die Wahl auf „Lahn“, nach dem Fluss, der beide Städte verbindet, damit die beteiligten Dörfer ihren Namen anhängen konnten und die Post den Namen leichter verarbeiten konnte. Viele Bürger empfanden den Namen jedoch als geschichtslos. Auf vielen Autos klebte der Spruch „Wenn ich Lahn seh, krieg ich Zahnweh“. „Unter einer Lotte in Lahn kann ich mir nichts vorstellen“, sagte der damalige Bundeskanzler Helmut Schmidt, auf Goethes Lotte und Thomas Manns „Lotte in Weimar“ anspielend. Auch verloren die Bürger mit den neuen Namen ein Stück Identität. Die Deutsche Bundesbahn verwendete den Namen Lahn nicht für einen Bahnhof, die bestehenden Bahnhofsbezeichnungen blieben erhalten.
Vor allem für die SPD, die die Reform maßgeblich vorangetrieben hatte, blieben die Auseinandersetzungen um die Lahnstadt nicht ohne Folgen: Bei der Kommunalwahl im März 1977 wurden viele sozialdemokratische Politiker nicht mehr gewählt, sondern durch Christdemokraten ersetzt, die als erklärte Gegner der Lahn-Stadt zur Wahl angetreten waren. In Lahn gelang der Union bei dieser Wahl ein Erdrutschsieg. Die CDU erzielte einen Zuwachs von 30,2 Prozentpunkten und kam auf insgesamt 50,7 Prozent. Es wurde Wilhelm Runtsch (CDU) zum Oberbürgermeister von Lahn gewählt. Er verstarb bereits am 20. August 1977. Sein Nachfolger wurde Hans Görnert, der nach Auflösung der Stadt Lahn bis 1985 Oberbürgermeister von Gießen blieb.
Die Hessische Landesregierung unter Holger Börner, der erst wenige Wochen vor der Bildung der Stadt Lahn Regierungschef geworden war, sah sich unbelastet von all den Entscheidungen zur Gebietsreform und war willens, diese hinsichtlich der zum größten aller Ärgernisse gewordenen Lahnstadt auch radikal umzusteuern, und übernahm schon vor der Landtagswahl vom 8. Oktober 1978 ohne Rücksicht auf seinen Koalitionspartner FDP die Position der oppositionellen CDU: „Wetzlar soll wieder Wetzlar, Gießen wieder Gießen werden.“ Da die sozialliberale Koalition nach der Wahl fortgesetzt werden konnte, wurde ab Anfang 1979 auf Landesebene die Auflösung der Stadt Lahn vorbereitet. Das dazu erforderliche Gesetz zur Neugliederung des Lahn-Dill-Gebiets wurde am 18. Juli 1979 im Gesetzblatt verkündet und trat unverzüglich, nur wenige Tage später am 1. August 1979 in Kraft. So wurde die Stadt Lahn bereits 31 Monate nach ihrer Gründung wieder aufgelöst.
An ihrer Stelle wurden die Städte Gießen und Wetzlar sowie die Gemeinde Heuchelheim wiedererrichtet und die Gemeinden Lahnau und Wettenberg als Neubildungen geschaffen. Die Stadt Gießen büßte ihre Kreisfreiheit ein und erhielt nur die ehemals selbständige Gemeinde Lützellinden hinzu, da die Stadt bereits vorher Eingliederungen hatte vornehmen können. Die hessische Landesregierung siedelte 1981 das Regierungspräsidium für Mittelhessen in Gießen an. Wetzlar dagegen ging mit der Eingliederung von acht Umlandgemeinden, die bis auf drei (Dutenhofen, Münchholzhausen und Blasbach) ohnehin schon mit der Stadt baulich zusammengewachsen waren, gestärkt aus der gescheiterten Fusion hervor.

## Gemeinden nach der Auflösung der Stadt
- im Landkreis Gießen
  - Gießen, Stadt
  - Heuchelheim
  - Wettenberg, neue Gemeinde
- im Lahn-Dill-Kreis
  - Lahnau, neue Gemeinde
  - Wetzlar, Stadt

## Vergleich mit anderen Fusionen
Auch anderswo wurden gelegentlich Gemeinden zusammengelegt, unter denen keine offensichtliche Hierarchie hinsichtlich ihrer Zentralität bestand: Am Hamburger Stadtrand entstand 1970 die Stadt Norderstedt aus vier Gemeinden. In Baden-Württemberg wurden 1972 im Zuge der Gemeinde- und Kreisreform die beiden Mittelstädte Villingen im Schwarzwald (früher badisch) und Schwenningen am Neckar (früher württembergisch) zu Villingen-Schwenningen vereinigt. Diese Doppelstadt besteht weiterhin, der Prozess des Zusammenwachsens dauert aber noch an. Erfolgreich war die im Jahre 1929 durchgeführte Fusion der selbständigen Großstädte Barmen und Elberfeld (und einiger kleinerer Orte) zu Wuppertal. Dagegen war im Dezember 1975 die neu gebildete Stadt Glabotki (umgangssprachlich aus Gladbeck, Bottrop und Kirchhellen, offiziell Bottrop) durch ein Gerichtsurteil nach der Gebietsreform in Nordrhein-Westfalen abgelehnt worden.

## Kraftfahrzeug-Kennzeichen seit 1990
Lahn erhielt das „L“ als Unterscheidungszeichen auf seinen Kfz-Kennzeichen. Dieser Buchstabe war ursprünglich für den Fall einer Wiedervereinigung für die Stadt Leipzig reserviert worden (siehe: Ostzonenverzeichnis der deutschen Kfz-Kennzeichen). Das Vorgehen wurde von manchen Kritikern als Provokation seitens der sozialliberalen Bundesregierung aufgefasst. Manche sahen darin gar eine De-facto-Anerkennung der deutschen Teilung.
Nach der Auflösung Lahns behielt der neu entstandene Lahn-Dill-Kreis zunächst das „L“. Als die deutsche Wiedervereinigung 1990 tatsächlich Wirklichkeit wurde, übernahmen Leipzig und der damalige gleichnamige Landkreis im Januar 1991 das Unterscheidungszeichen, wie es ursprünglich geplant war. Der Lahn-Dill-Kreis verwendet seit November 1990 das Unterscheidungszeichen „LDK“. Am 1. Juli 2012 erhielt die Stadt Wetzlar wieder die Kfz-Kennzeichnung „WZ“. Mit der Einführung der Kennzeichenliberalisierung im November 2012 können seit dem 2. Mai 2014 Bewohner des Lahn-Dill-Kreises (mit Ausnahme der Bürger Wetzlars) für ihre Fahrzeuge wieder das alte Unterscheidungszeichen „DIL“ erhalten. Das „LDK“ gilt weiterhin.
Ob ein Kraftfahrzeug mit „L“-Kennzeichen aus Hessen oder Sachsen kam, konnte nur anhand der Erkennungsnummer festgestellt werden.
Um den Unterschied insbesondere gegenüber Außenstehenden, bei denen hier keine Kenntnis angenommen werden konnte, deutlich zu machen und nicht für Sachsen gehalten zu werden, verwendeten einige Fahrzeughalter einen Aufkleber mit dem Text „L – aber nicht aus Leipzig!“

## Wappen
Das Wappen der Stadt Lahn entwickelte das Hessische Staatsarchiv in Darmstadt im Auftrag der Landesregierung. Man entschied sich für eine Kombination aus den Wappen der beiden großen Fusionsstädte Gießen und Wetzlar, wobei das Wetzlarer Wappen als Basis gewählt und das Gießener Wappen diesem als Herzschild aufgesetzt wurde.

## Trivia
Obwohl bereits 1979 wieder aufgelöst, lebte der Begriff der Stadt Lahn in – auch amtlichen – Kartenwerken noch geraume Zeit fort, so ist beispielsweise in der „Karte der Hessischen Forstämter“ mit dem Stand 1. Januar 1985 noch der Forstamtsbezirk Lahn verzeichnet.

## Persönlichkeiten
- Oliver Bayer (* 1977), Politiker der Piratenpartei und Informationswissenschaftler
- Christian Ditter (* 1977), Filmregisseur und Drehbuchautor
- Christian Völk (* 1977), Eishockeyspieler
- Katrin Schleenbecker (* 1977), Politikerin (B’90/Grüne)
- Jan Gorr (* 1978), Handballtrainer
- Nina Heidt-Sommer (* 1978), Politikerin (SPD)
- Alexander Kaschte (* 1978), Musiker, Songwriter und Schriftsteller
- Anne Köhler (* 1978), Schriftstellerin
- Frank Paulus (* 1978), Fußballspieler
- Jochen Schropp (* 1978), Schauspieler und Moderator
- Sven Simon (* 1978), Rechtswissenschaftler und Politiker (CDU)
- Konstantin Wolff (* 1978), Sänger
- Anne Lück (* 1979), Illustratorin
- Andrea Biermann (* 1977), Stadträtin in Wetzlar, Politikerin B‘90/Grüne